# Valley of Fire State Park

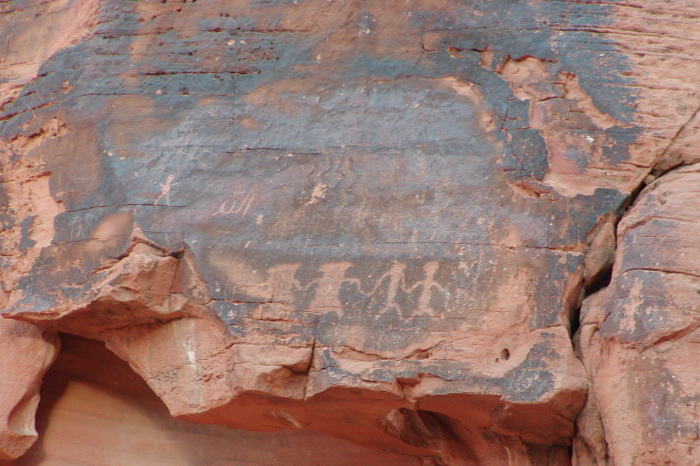
Petroglyphen in Wüstenlack, im Valley of Fire

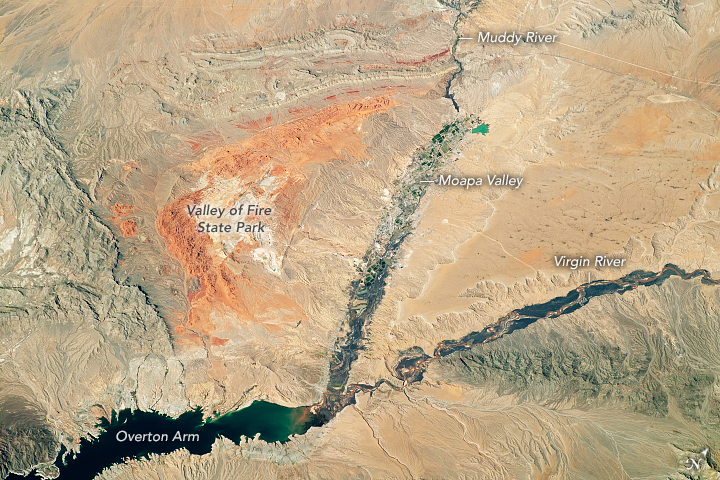
Valley of Fire State Park und Umgebung, 25. Februar 2020

Der Valley of Fire State Park ist der älteste und größte State Park Nevadas und wurde 1935 eröffnet. Der 141 km² große State Park liegt 80 Kilometer nordöstlich von Las Vegas auf einer Höhe von 610 bis 790 m. Er liegt westlich angrenzend an das Lake Mead National Recreation Area an der Mündung des Virgin River in den Lake Mead.

## Geologie
Das Valley of Fire leitet seinen Namen von den roten Sandsteinformationen ab, die sich vor 150 Millionen Jahren aus großen Wanderdünen formten. Komplexes Heben und Senken der gesamten Region, gefolgt von extensiver Erosion haben die gegenwärtige Landschaft geschaffen. Weitere bedeutende Felsformationen bestehen aus Kalkstein, Schiefergestein und Konglomeratgestein.

## Klima
Die Winter sind mild, mit Temperaturen, die von Frost bis 25 °C reichen können. Tagestemperaturen im Sommer können bei bis zu 47 °C liegen. Zwischen den Tages- und Nachttemperaturen im Sommer kommt es zu großen Schwankungen.
Der durchschnittliche Jahresniederschlag liegt bei 100 mm und kommt durch leichte Schauer im Winter und Gewitter im Sommer zustande. Empfehlenswert sind deshalb Besuche im Frühjahr und Herbst.

## Flora und Fauna
Die Pflanzenwelt dieses Gebietes wird vorrangig von Büschen und Sträuchern bestimmt. Dazu kommen verschiedene Kakteenarten. An Blumen kommen u. a. Ringelblumen und Eibisch vor.
Verschiedene Vögel sind im Tal heimisch, darunter Raben, Finken und Kuckuck. Die meisten Wüstentiere sind nachtaktiv. Im Valley of Fire sind das zum Beispiel Kojoten, Füchse, Skunks, Kaninchen und Eichhörnchen. Eine sehr seltene Art ist die Kalifornische Gopherschildkröte, die deshalb auch unter gesetzlichem Schutz steht.

## Besiedlung
Prähistorische Nutzer des Tales waren die Basketmaker-Indianer und später die Anasazi-Indianer aus dem nahe gelegenen fruchtbaren Moapa Valley. Die Dauer der Besiedlung wird von 300 v. Chr. bis 1150 angegeben. Gründe für die Besuche im Tal waren vermutlich Jagd, Nahrungssuche und religiöse Zeremonien. Felszeichnungen der Anasazi können noch heute im Valley of Fire im Visitor Center besichtigt werden. An einem besonderen Felsen, dem Atlatl Rock, kann man die Petroglyphen über eine Treppe erreichen.

## Sonstiges
Für den Film Star Trek: Treffen der Generationen wurden einige Szenen im Valley of Fire gedreht.